# Журдан, Филипп Жан-Шарль
Фили́пп Жан-Шарль Журда́н (фр. Philippe Jean-Charles Jourdan; 30 августа 1960, Дакс, Франция) — французский прелат, член Opus Dei. Титулярный епископ Пертузы и апостольский администратор Эстонии с 1 апреля 2005 по 26 сентября 2024. Епископ Таллина с 26 сентября 2024.

## Биография
Филипп Жан-Шарль Журдан получил инженерное образование в Национальной школе мостов и дорог. Во время обучения вступил в католическую конгрегацию Opus Dei. Богословское образование получал в Понтификальном университете Святого Креста в Риме.
20 августа 1988 года был рукоположён в священники кардиналом Бернардом Лоу и стал членом Священнического братства Святого Креста.
В 1996 году был назначен генеральным викарием Апостольской администратуры Эстонии. С 1999 по 2001 годы служил викарием в кафедральном соборе святых апостолов Петра и Павла в Таллине.
1 апреля 2005 года папа Иоанн Павел II назначил Филиппа Жан-Шарля Журдана титулярным епископом Пертузы и апостольским администратором Эстонии.
10 сентября 2005 года был рукоположён в епископа.
26 сентября 2024 года папа Франциск возвёл Апостольскую администратуру Эстонии в ранг епархии и дал ей название Епархии Таллина, а монсеньора Журдана сделал её первым епископом. 3 ноября прошла церемония введения в должность первого епископа Римско-католической церкви Эстонии.

## Награды
- Орден Белой звезды 3 класса (6 февраля 2006, Эстония)[3].
- Крест «За заслуги» (2020, Министерство иностранных дел Эстонии)[4].
- Офицер ордена Заслуг перед Республикой Польша (4 июля 2005, Польша)[5].
- Кавалер ордена Почётного легиона (11 июля 2008, Франция)[6].